# Lot nad kukułczym gniazdem (powieść)
Lot nad kukułczym gniazdem (ang. One Flew Over the Cuckoo’s Nest) – powieść Kena Keseya z 1962 roku mówiąca o zniewoleniu oraz tęsknocie za wolnością.
Kesey ukazał w książce zabiegi terapii elektrowstrząsowej oraz lobotomii. Pierwotnie wystawiana jako sztuka teatralna, a w 1975 roku odbyła się premiera ekranizacji powieści, pod tym samym tytułem, zrealizowanej przez Miloša Formana. W 2005 roku amerykański tygodnik „Time” wymienił Lot nad kukułczym gniazdem na liście stu najlepszych anglojęzycznych powieści.

## Fabuła
Oczami jednego z pacjentów, rzekomego chronika „Wodza”, autor przedstawia zamknięty świat zakładu psychiatrycznego. Wódz udaje głuchoniemego, by uniknąć problemów, stopniowo wraz z rozwojem fabuły uświadamia sobie swoją prawdziwą sytuację ozdrowieńca. Pewnego dnia do szpitala zostaje przysłany nowy pacjent, Randle Patrick McMurphy, osadzony na farmie penitencjarnej za bójki, hazard i gwałt na nieletniej. Symulowanie choroby psychicznej jest w jego mniemaniu odpowiednią drogą do uniknięcia pracy na farmie penitencjarnej.
Nowo przybyły chce rozruszać bojaźliwych chorych, lecz to nie podoba się „Wielkiej Oddziałowej”, siostrze Ratched, która rządzi żelazną ręką, trzymając się twardych zasad. Objawy buntu tłumione są poprzez ogłupiającą terapię, a nawet elektrowstrząsy i lobotomię. Zachowanie McMurphy’ego stopniowo staje się przyczyną narastającego konfliktu pomiędzy nim a Oddziałową, McMurphy odnosi nawet niewielkie sukcesy w swoich próbach przeciwstawienia się jej i podburzenia pozostałych pacjentów.
Randle ku swojemu zaskoczeniu dowiaduje się, że wielu pacjentów na własne życzenie znajduje się w zakładzie, lecz on i kilku innych jest przetrzymywanych siłą. McMurphy organizuje ucieczkę ze szpitala, nie udaje się mu jednak jej zrealizować, ponieważ podczas poprzedzającej ją nocnej balangi upija się i zasypia.
Presja wywarta na jednym z pacjentów przez siostrę Ratched skutkuje popełnieniem przez niego samobójstwa. Wzburzony tym faktem McMurphy, nie korzysta ze sposobności ucieczki i  w przypływie szału atakuje siostrę Ratched, próbując ją udusić. W odwecie zostaje na nim przeprowadzony zabieg lobotomii, deklaratywnie mający na celu jego „wyleczenie”, powodujący jednak trwałe upośledzenie. Bromden, który nie może znieść widoku swojego przyjaciela, wcześniej symbolu walki z rygorem panującym w szpitalu, teraz zamienionego w nieświadomie wegetującą istotę, domyślając się, iż McMurphy nie chciałby tak żyć, dusi go poduszką, a następnie sam ucieka ze szpitala psychiatrycznego.

## Postacie
- Wódz Bromden – narrator powieści, pół-Indianin o wielkiej posturze, udający głuchoniemego. Na początku książki, Wódz jest ogarnięty paranoją – wydaje mu się, że przebywa ciągle we mgle, produkowanej przez mechaniczne urządzenie, i że to pozwala mu uciec od rzeczywistości. Postrzega społeczeństwo jako wielką, ściśniętą masę, którą nazywa Kombinatem, a szpital za fabrykę, która naprawia usterki w pojedynczych, wadliwych maszynach. Stopniowo jednak Wódz odzyskuje świadomość po pojawieniu się McMurphy’ego, aż wreszcie zaczyna wierzyć w siebie, swoją indywidualność. Ostatecznie ucieka ze szpitala.
- Randle Patrick McMurphy – dobrze zbudowany, rudowłosy mężczyzna, słynący z zamiłowania do szulerki, prostytutek i bójek. Jego ciało jest wytatuowane, pełne śladów po ranach, na nosie ma świeżą bliznę. Został skazany na sześć miesięcy pracy w obozie (gospodarstwie) i stamtąd skierowany jako „psychopata” na tle bójek i seksu, na oddział psychiatryczny. McMurphy cieszy się ze skierowania, sądząc że czas w szpitalu upłynie szybko i kara będzie znacznie łagodniejsza, niż praca na farmie. Jednak w szpitalu trafia na oddział sadystki – siostry Ratched. Tam buntuje się przeciwko jej rządom, namawia sterroryzowanych pacjentów do podobnych działań, organizuje wycieczkę i sprowadza prostytutki. Bezczelny, arogancki, pewny siebie, jest jednak pozytywnym bohaterem, najbardziej ceni wolność.
- Siostra Ratched – kobieta w średnim wieku, była siostra polowa, starająca się wprowadzić na swój oddział porządek szpitala wojskowego. Z pozoru miła, w rzeczywistości jest sadystką, terroryzującą pacjentów. Za nic nie chce zmieniać swojego ściśle ustalonego planu, dotyczącego każdej dziedziny funkcjonowania oddziału. Zawsze, nawet w chwilach gniewu, stara się zachować zimną krew i powagę, jednak McMurphy’emu udaje się doprowadzić ją do krzyku i wściekłości. Wobec pacjentów stosuje przestarzałe metody, takie jak leczenie elektrowstrząsami i lobotomię. Swoich pomocników wybiera na podstawie ich wrodzonego okrucieństwa i uległości. Jej metody i działania stopniowo pozbawiają pacjentów wolnej woli, człowieczeństwa i poczucia indywidualności.

### Pozostali
- doktor Spivey
- czarnoskórzy pielęgniarze: Warren, Washington, Williams i Geever
- Charles Cheswick
- Dale Harding
- Billy Bibbit
- George Sorenson
- Pete Bancini
- Martini
- Ellis
- Old Blastic
- Frederickson i Sefelt
- ratownik
- mr. Turkle
- Candy Starr

## Znaczenie utworu
Kesey pokazuje dramatyczny, zamknięty świat zakładu psychiatrycznego wraz z jego zasadami, hierarchią wśród personelu i pacjentów. Obnaża stworzony przez Oddziałową mechanizm niewolenia pacjentów, którzy zastraszeni uznawali ją za anioła miłosierdzia. Buntownik Randal ukazał jej prawdziwe oblicze manipulującego swoimi ofiarami kata. Bunt wznieca w imię godności jednostek oraz fundamentalnej wolności.
Dzięki powieści i wstrząsającemu wrażeniu, jakie wywarła, zauważono złożone problemy osób chorych psychicznie, które w wielu zakładach psychiatrycznych traktowane są niehumanitarnie.
Powieść stanowi także metaforę współczesnego świata, podobnego do zakładu psychiatrycznego, działającego niczym kombinat formujący podobnych do siebie ludzi na podobieństwo bezdusznej maszynerii.